# Rozo-Liuksemburhska, Kahovka
Rozo-Liuksemburhska (în ucraineană Розо-Люксембургська) este o comună în raionul Kahovka, regiunea Herson, Ucraina, formată numai din satul de reședință.

## Demografie
Componența lingvistică a comunei Rozo-Liuksemburhska
     Ucraineană (91,96%)
     Rusă (7,07%)
     Alte limbi (0,96%)
Conform recensământului din 2001, majoritatea populației comunei Rozo-Liuksemburhska era vorbitoare de ucraineană (91,96%), existând în minoritate și vorbitori de rusă (7,07%).